# Linda Clark
Linda Clark –conocida como Lin Clark– (1 de noviembre de 1949) es una deportista británica que compitió en remo. Ganó dos medallas en el Campeonato Mundial de Remo, oro en 1985 y plata en 1986.

## Palmarés internacional
| Campeonato Mundial | Campeonato Mundial       | Campeonato Mundial | Campeonato Mundial        |
| Año                | Lugar                    | Medalla            | Prueba                    |
| ------------------ | ------------------------ | ------------------ | ------------------------- |
| 1985               | Malinas (Bélgica)        | Medalla de oro     | Doble scull ligero        |
| 1986               | Nottingham (Reino Unido) | Medalla de plata   | Cuatro sin timonel ligero |